# Port lotniczy Trabzon
Port lotniczy Trabzon (IATA: TZX, ICAO: LTCG) – port lotniczy położony 4 km od centrum Trabzonu, w Turcji. W 2007 obsłużył prawie 1,5 mln pasażerów i był na 9. miejscu w kraju pod tym względem.

## Linie lotnicze i połączenia
| Linia Lotnicza      | Kierunek |
| ------------------- | --- |
| Air Arabia          | 1. Szardża |
| AnadoluJet          | 1. Ankara 2. Stambuł-Sabiha Gökçen 3. Wan                                                                                     |
| Azerbaijan Airlines | 1. Baku |
| Corendon Airlines   | Sezonowo: 1. Kolonia/Bonn 2. Düsseldorf                                                                                       |
| flyadeal            | Sezonowo: 1. Dżudda 2. Rijad                                                                                                  |
| Flydubai            | Sezonowo: 1. Dubaj |
| Flynas              | Sezonowo: 1. Dammam 2. Gassim 3. Dżudda 4. Rijad                                                                              |
| Gulf Air            | Sezonowe czartery: 1. Bahrajn                                                                                                 |
| Iraqi Airways       | Sezonowo: 1. Bagdad |
| Jazeera Airways     | Sezonowo: 1. Kuwejt |
| Kuwait Airways      | Sezonowo: 1. Kuwejt |
| Oman Air            | 1. Maskat |
| Pegasus Airlines    | 1. Adana 2. Antalya 3. Stambuł-Sabiha Gökçen 4. Izmir Sezonowo: 1. Bahrajn 2. Dammam 3. Dżudda 4. Kuwejt 5. Rijad 6. Tel Awiw |
| Qatar Airways       | 1. Doha |
| SalamAir            | Sezonowo: 1. Maskat |
| Southwind Airlines  | Sezonowe czartery: 1. Bahrajn                                                                                                 |
| SunExpress          | 1. Antalya 2. Düsseldorf 3. Izmir Sezonowo: 1. Frankfurt 2. Stuttgart                                                         |
| Turkish Airlines    | 1. Bahrajn 2. Stambuł 3. Janbu Sezonowo: 1. Berlin 2. Monachium                                                               |